# Macedonia (Ohio)
Macedonia é uma cidade localizada no estado norte-americano de Ohio, no Condado de Summit.

## Demografia
Segundo o censo norte-americano de 2000, a sua população era de 9224 habitantes.
Em 2006, foi estimada uma população de 10.418, um aumento de 1194 (12.9%).

## Geografia
De acordo com o United States Census Bureau tem uma área de
25,2 km², dos quais 25,1 km² cobertos por terra e 0,1 km² cobertos por água.

## Localidades na vizinhança
O diagrama seguinte representa as localidades num raio de 8 km ao redor de Macedonia.